# تمدغاص (بني وليد)
تمدغاص هي إحدى مشيخات المملكة المغربية، تتبع جغرافيا لإقليم تاونات وإداريًا لبني وليد. يقدر عدد سكانها بـ 3767 نسمة حسب الإحصاء الرسمي للسكان والسكنى لسنة 2004.